# Norra Lomtjärnen (Norra Finnskoga socken, Värmland)
Norra Lomtjärnen är en sjö i Torsby kommun i Värmland och ingår i Göta älvs huvudavrinningsområde.